# Агата (ураган, 2022)
Ураган «Агата» (англ. Hurricane Agatha)  – тихоокеанський ураган 2 категорії, який став найсильнішим ураганом, що обрушився на тихоокеанське узбережжя Мексики в травні з моменту початку ведення записів в 1949 році.
Агата швидко слабшала, просуваючись углиб країни, і невдовзі розсіялась. Сильні дощі, спричинені штормом, спричинили зсуви та раптові повені, в результаті яких в Оахаці загинуло щонайменше 9 людей, а 6 зникли безвісти. Загальні збитки по всьому штату сягнули 6,39 мільярда песо (327 мільйонів доларів США).

## Метеорологічна історія

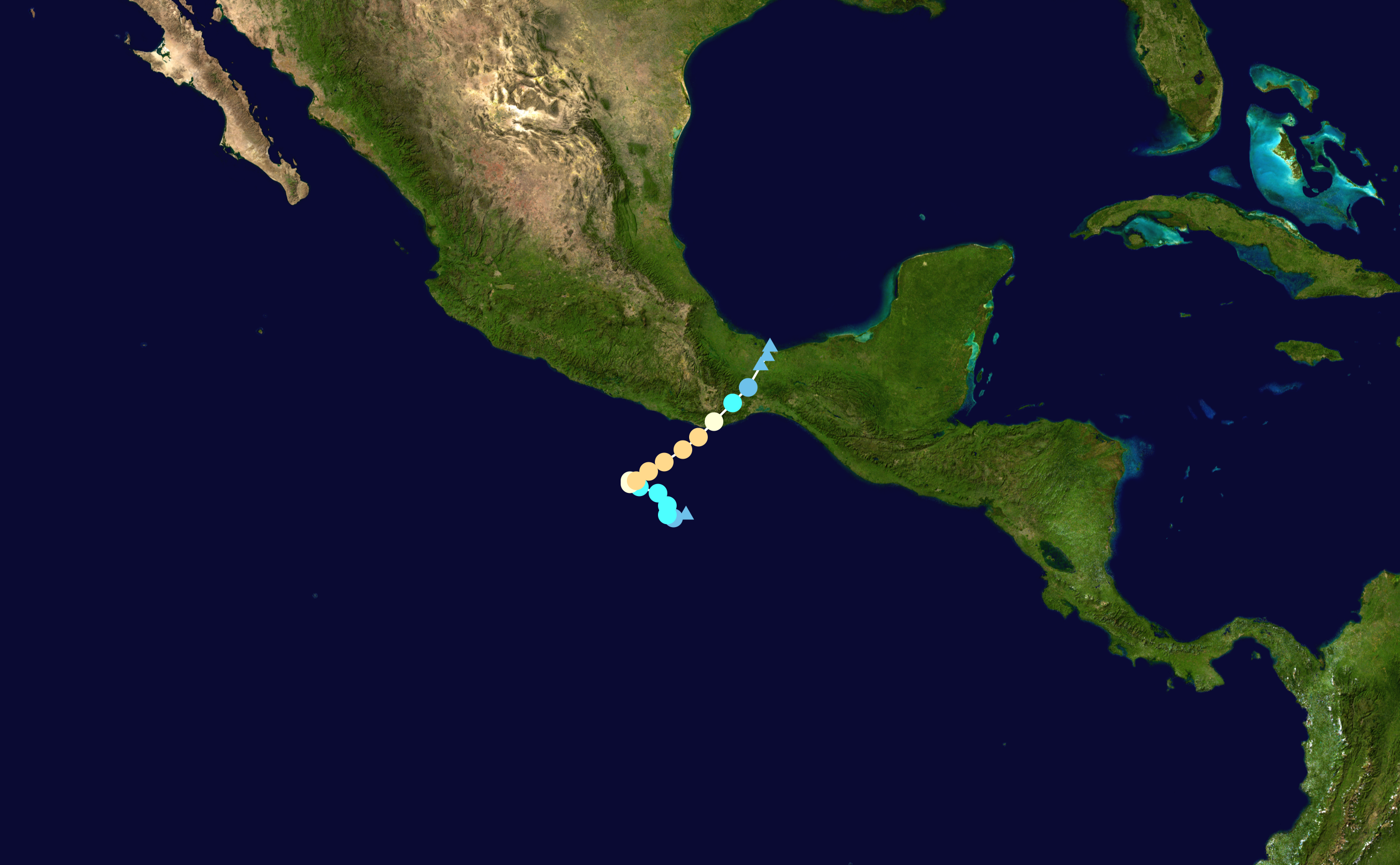
Карта шляху і інтенсивності Урагану Агата за шкалою Саффіра–Сімпсона

22 травня Національний центр спостереження за ураганами (NHC) почав моніторинг області низького тиску, розташованої в кількох сотнях миль від узбережжя на південний захід від узбережжя Мексики. До 06:00 UTC 26 травня зливи та грози, викликані тропічною хвилею, почали виявляти деякі ознаки організації, хоча вони були розташовані в кількох сотнях миль на південь від затоки Теуантепек. О 23:16 UTC 26 травня видимі супутникові зображення вказують на те, що у зв’язку з погодними умовами утворилася широка система низького тиску. До 03:00 UTC 28 травня система досягла достатньої конвективної організації, щоб її можна було назвати Тропічною депресією Один-E, першою депресією сезону ураганів у східній частині Тихого океану 2022 року. Депресія переросла в тропічний шторм «Агата» близько 09:00 UTC того ж дня з центром приблизно в 220 милях (355 км) на південний-захід від Пуерто-Анхель, Оахака. Агата продовжувала організовуватись на основі супутникових зображень, утворюючи вигнуті смуги.
Пізніше сплеск конвекції утворився поблизу центру, і зображення показали, що циклон покращив свою конвективну структуру та краще вирівняла свою циркуляцію на низькому рівні. NHC оцінив, що система посилилася до урагану 1 категорії за шкалою Саффіра-Сімпсона до 12:00 UTC 29 травня. Агата була розташована над теплою поверхнею моря з температурою близько 86 °F (30 °F). В) з дуже низьким зсувом вітру і почав швидко посилюватися. О 21:00 UTC «Агата» посилилась до 2 категорії як літак «Мисливці за ураганами» виявили максимальну швидкість вітру 110 миль/год (175 км/год) і мінімальний барометричний тиск 964 мілібар (28,37 дюйма рт. ст.), зберігаючи свою інтенсивність.
Швидке посилення Агати, здавалося, нівелювалося вранці 30 травня, і ураган почав очікуваний поворот на північний-схід.  Пізніше того ж дня, коли ядро системи наблизилося до узбережжя Мексики, супутникова презентація шторму показала натяки на око, яке час від часу з’являлося в центральній щільній хмарі, а конвекція залишалася досить глибокою та симетричною навколо центру. 30 травня о 21:00 UTC «Агата» вийшла на сушу поблизу Пуерто-Анхель, штат Оахака, зі швидкістю вітру 105 миль/год (165 км/год), ставши найпотужнішим тихоокеанським ураганом, що вийшов на сушу  в травні. Углиб країни система рухалася на північний-схід і ослабла до урагану 1 категорії о 00:00 UTC 31 травня Агата ослабла до тропічного шторму через три години, а потім до тропічної депресії о 12:00 UTC того ж дня. Незабаром після цього Агата залишки прошли низько над гірською місцевістю південної Мексики. Потім рано 1 червня тропічний мінімум розсіявся всередині країни, біля північного узбережжя Теуантепекського перешийка. Залишковий мінімум був поглинений неорганізованою системою, який зрештою став першим штормом сезону атлантичних ураганів 2022 року під назвою Тропічний шторм Алекс.

## Підготовка та наслідки

Ураган «Агата» досягає берега поблизу Пуерто-Анхель, Оахака, 30 травня

Уряд Мексики 28 травня опублікував попередження про ураган для районів узбережжя Оахаки між Саліна-Крус і Лагунас-де-Чакахуа, причому на схід і захід від зони попередження були розміщені сповіщення про урагани та тропічні шторми. Уряди штатів Оахака та Герреро випустили попередження; в Оахаці офіційні особи штату оголосили попередження прибережним районам і призупинили шкільні заходи, а порти в Герреро були закриті. Порти також були закриті для менших суден в Акапулько, Уатулько, Пуерто-Анхель і Пуерто-Ескондідо. Загалом в Оахаці було створено 118 закладів екстреної медичної допомоги та 215 тимчасових притулків, які вміщують 27 735 осіб. Чотирнадцять притулків було відкрито в Сан-Педро - Почутла  і 203 притулки було створено в Пуерто-Ескондідо; ресторани і пляжі в місті також були закриті.
Увечері 29 травня в Акапулько пройшов сильний дощ, який заблокував автомагістралі та скупчив морське сміття на пляжах. Чоловік потрапив у каналізацію, і його врятували пожежники та Червоний Хрест. Згідно із заявою губернатора Алехандро Мурата, 9 людей загинули внаслідок шторму в Оахаці, ще 6 людей вважаються зниклими безвісти. Усі ці смертельні випадки були спричинені прісноводними повенями в Сьєрра-Мадре-дель-Сур, деякі люди були знесені розливом річок або поховані селевими потоками. Прибережні регіони також сильно постраждали. На магістралях, що ведуть до Сан-Педро-Почутла та Уатулько, обвалилися мости. За даними Федеральної комісії з електроенергії, відключення електроенергії торкнулося 46 563 людей в Оахаці та ще 23 519 у сусідньому Веракрусі. Масштаби шкоди в Оахаці спонукали губернатора Мурата вимагати оголошення надзвичайного стану для 26 муніципалітетів штату.
Уряд Мексики виділив 6,5 мільярдів песо (323 мільйони доларів США) на допомогу Оахаці. Станом на 18 червня 635,3 мільйона песо (31,5 мільйона доларів США) було використано для негайного реагування, відновлення електропостачання та розподілу допомоги. Розподілом коштів постраждалим займалася національна армія. AON Benfield оцінює, що Агата завдала шкоди на 50 мільйонів доларів США.